# Eishockey-Regionalliga 1976/77
Die Eishockey-Regionalliga wurde in der Saison 1976/77 wie im Vorjahr in den drei regionalen Gruppen Nord, West und Süd ausgespielt. Meister wurde ebenfalls wie im Vorjahr der SC Reichersbeuern, der erneute auf den Aufstieg verzichtete.
Dagegen konnte der Neuling Deggendorfer SC in die Oberliga Süd durchmarschieren. In die Oberliga Nord stiegen WSV Braunlage und ERC Ludwigshafen auf.

## Regionalliga Nord

### Modus und Teilnehmer
Die Liga bestand aus acht teilnehmenden Mannschaft und spielte eine Einfachrunde. Der Sieger war für die Qualifikationsrunde zur Oberliga Nord qualifiziert und durfte im Halbfinale um die Regionalliga-Meisterschaft gegen den Vertreter der Weststaffel antreten.
Der TV Jahn Wolfsburg hatte seine Mannschaft vor Saisonbeginn zurückgezogen. Aus den jeweiligen Verbands- und Landesligen kamen drei Aufsteiger in die Liga.
- SC Altenau
- Altonaer SV
- FASS Berlin
- EG Wedding Berlin
- HTSV Bremen
- RSC Bremerhaven 1b (Neuling)
- EC Nordhorn (Neuling)
- Bielefelder RSC (Neuling)

### Tabelle
|    | Mannschaft             | Sp | S  | U | N  | Tore   | Diff. | Pkte |
| -- | ---------------------- | -- | -- | - | -- | ------ | ----- | ---- |
| 1. | FASS Berlin            | 14 | 12 | 1 | 1  | 119:33 | +86   | 25   |
| 2. | Altonaer SV (M)        | 14 | 11 | 1 | 2  | 89:47  | +42   | 23   |
| 3. | EC Nordhorn (N)        | 14 | 10 | 0 | 4  | 109:56 | +53   | 20   |
| 4. | SC Altenau             | 14 | 8  | 0 | 6  | 100:84 | +16   | 16   |
| 5. | EG Wedding Berlin      | 14 | 7  | 0 | 7  | 71:75  | −4    | 14   |
| 6. | HTSV Bremen            | 14 | 5  | 0 | 9  | 58:89  | −31   | 10   |
| 7. | RSC Bremerhaven 1b (N) | 14 | 2  | 0 | 12 | 42:106 | −64   | 4    |
| 8. | RSC Bielefeld (N)      | 14 | 0  | 0 | 14 | 25:123 | −98   | 0    |

Abkürzungen: Sp = Spiele, S = Siege, U = Unentschieden, N = Niederlagen, (M) = Meister der Vorsaison, (N) = Neuling/Aufsteiger 
Meister RL-Nord, Qualifikation für Regionalligameisterschaft und Qualifikationsrunde zur Oberliga Nord
Nach dem Vize-Titel in der Vorsaison konnte sich FASS Berlin seinen ersten Titel in der Regionalliga Nord erspielen.

## Regionalliga West

### Modus und Teilnehmer
Die sechs teilnehmenden Mannschaften spielten eine Einfachrunde. Die besten vier Mannschaften der Liga qualifizierten sich für die Qualifikationsrunde zur Oberliga Nord. Der Sieger und Meister der Hauptrunde spielte zudem im Halbfinale der Regionalliga-Meisterschaft gegen den Sieger der Nord-Staffel.
Der ESC Soest hatte seine Mannschaft vor Saisonbeginn zurückgezogen.
- WSV Braunlage
- VERC Lauterbach
- ERC Ludwigshafen
- GSV Moers
- HC Zweibrücken
- Berliner Schlittschuhclub 1b (Neuling)

### Tabelle
|    | Mannschaft         | Sp | S  | U | N | Tore  | Diff. | Pkte |
| -- | ------------------ | -- | -- | - | - | ----- | ----- | ---- |
| 1. | WSV Braunlage      | 10 | 10 | 0 | 0 | 81:36 | +45   | 20   |
| 2. | GSV Moers          | 10 | 6  | 1 | 3 | 51:50 | +1    | 13   |
| 3. | ERC Ludwigshafen   | 10 | 6  | 0 | 4 | 57:31 | +26   | 12   |
| 4. | VERC Lauterbach    | 10 | 3  | 0 | 7 | 27:57 | −30   | 6    |
| 5. | HC Zweibrücken     | 10 | 2  | 1 | 7 | 40:69 | −29   | 5    |
| 6. | Berliner SC 1b (N) | 10 | 2  | 0 | 8 | 46:59 | −13   | 4    |

Abkürzungen: Sp = Spiele, S = Siege, U = Unentschieden, N = Niederlagen, (N) = Neuling/Aufsteiger 
Meister RL West und Qualifikation Qualifikationsrunde zur Oberliga Nord Qualifikation Qualifikationsrunde zur Oberliga Nord
Der WSV Braunlage war somit zum ersten Mal Meister der Regionalliga West und als dieser für das Halbfinale der Regionalliga-Meisterschaft qualifiziert.

## Qualifikationsrunde zur Oberliga Nord
Neben den Regionalligisten nahmen die vier schlechtesten Teams der Oberliga Nord – wobei der Grefrather EC verzichtete – an der Qualifikationsrunde teil. Gespielt wurde eine Einfachrunde. Die fünf besten Mannschaften qualifizierten sich für die Oberliga Nord der Folgesaison.

### Tabelle
|    | Mannschaft                | Sp  | S  | U | N  | Tore   | Diff. | Pkte |
| -- | ------------------------- | --- | -- | - | -- | ------ | ----- | ---- |
| 1. | Hamburger SV (OL)         | 14  | 12 | 1 | 1  | 157:63 | +94   | 25   |
| 2. | Neusser SC (OL)           | 14  | 12 | 0 | 2  | 140:47 | +93   | 24   |
| 3. | Berliner FC Preussen (OL) | 131 | 8  | 2 | 3  | 86:62  | +25   | 18   |
| 4. | WSV Braunlage (RL)        | 14  | 7  | 2 | 5  | 91:82  | +8    | 16   |
| 5. | GSV Moers (RL)            | 14  | 5  | 2 | 7  | 75:95  | −20   | 12   |
| 6. | ERC Ludwigshafen (RL)     | 14  | 2  | 2 | 10 | 66:69  | −3    | 6    |
| 7. | VERC Lauterbach (RL)      | 131 | 2  | 1 | 10 | 47:125 | −78   | 5    |
| 8. | FASS Berlin (RL)          | 14  | 2  | 0 | 12 | 31:151 | −120  | 4    |

Abkürzungen: Sp = Spiele, S = Siege, U = Unentschieden, N = Niederlagen 
Qualifikation zur Oberliga Nord
1 Ein Spiel wurde nicht ausgetragen.
Der GSV Moers verzichtete auf den Aufstieg in die Oberliga. Dafür verblieb der Grefrather EC in der Oberliga Nord, der nicht an der Qualifikationsrunde teilgenommen hatte.

## Regionalliga Süd

### Modus und Teilnehmer
Die zehn teilnehmenden Mannschaften spielten in der Hauptrunde eine Einfachrunde. Die besten sechs Mannschaften qualifizierten sich für die Aufstiegsrunde, die verbleibenden fünf Mannschaften mussten in die Abstiegsrunde. Beide Runden wurden in einer Einfachrunde gespielt, es wurden jedoch die Punkte und das Torverhältnis aus der Hauptrunde übernommen. Der Erstplatzierte der Aufstiegsrunde ist Meister der Regionalliga Süd und für das Finale der Regionalliga-Meisterschaft gesetzt. Der Zweitplatzierte spielt eine Relegation um den Aufstieg mit dem Teilnehmer der Oberliga Süd. Die beiden Letztplatzierten der Abstiegsrunde steigen in die Bayernliga ab.
Durch die Aufstockung der 2. Bundesliga waren der Schwenninger ERC, TuS Geretsried und der ERC Sonthofen in die Oberliga Süd aufgerückt, es gab keinen Absteiger aus der Oberliga. Dadurch verblieb der sportliche Absteiger TSV Schliersee in der Regionalliga und neben dem Bayernligameister EV Pegnitz stiegen auch Deggendorf und Waldkraiburg in die Regionalliga auf.
- SC Reichersbeuern
- SV Hohenfurch
- EC Holzkirchen
- TSV Lechbruck
- EC Oberstdorf
- TSV Schliersee
- EV Bad Wörishofen
- Deggendorfer SC (Neuling)
- VfL Waldkraiburg (Neuling)
- EV Pegnitz (Neuling)

### Hauptrunde
|     | Mannschaft            | Sp | S  | U | N  | Tore   | Diff. | Pkte |
| --- | --------------------- | -- | -- | - | -- | ------ | ----- | ---- |
| 1.  | SC Reichersbeuern (M) | 18 | 16 | 1 | 1  | 155:52 | +103  | 33   |
| 2.  | Deggendorfer SC (N)   | 18 | 15 | 2 | 1  | 125:53 | +72   | 32   |
| 3.  | EV Bad Wörishofen     | 18 | 14 | 1 | 3  | 124:51 | +73   | 29   |
| 4.  | VfL Waldkraiburg (N)  | 18 | 9  | 1 | 8  | 68:86  | −18   | 19   |
| 5.  | EV Pegnitz (N)        | 18 | 8  | 0 | 10 | 80:97  | −17   | 16   |
| 6.  | EC Oberstdorf         | 18 | 7  | 1 | 10 | 81:92  | −11   | 15   |
| 7.  | TSV Lechbruck         | 18 | 7  | 0 | 11 | 86:106 | −20   | 14   |
| 8.  | SV Hohenfurch         | 18 | 5  | 2 | 11 | 61:87  | −26   | 12   |
| 9.  | EC Holzkirchen        | 18 | 3  | 1 | 14 | 59:140 | −81   | 7    |
| 10. | TSV Schliersee        | 18 | 1  | 1 | 16 | 57:132 | −85   | 3    |

Abkürzungen: Sp = Spiele, S = Siege, U = Unentschieden, N = Niederlagen, (M) = Meister der Vorsaison, (N) = Aufsteiger 
 Teilnehmer Aufstiegsrunde  Teilnehmer Abstiegsrunde

### Aufstiegsrunde
|    | Mannschaft        | Sp | S  | U | N  | Tore    | Diff. | Pkte |
| -- | ----------------- | -- | -- | - | -- | ------- | ----- | ---- |
| 1. | SC Reichersbeuern | 28 | 23 | 3 | 2  | 217:87  | +130  | 49   |
| 2. | Deggendorfer SC   | 28 | 23 | 2 | 3  | 189:91  | +98   | 48   |
| 3. | EV Bad Wörishofen | 28 | 20 | 2 | 6  | 177:89  | +88   | 42   |
| 4. | EC Oberstdorf     | 28 | 10 | 2 | 16 | 142:163 | −21   | 22   |
| 5. | EV Pegnitz        | 28 | 11 | 0 | 17 | 124:157 | −33   | 22   |
| 6. | VfL Waldkraiburg  | 28 | 10 | 1 | 17 | 103:153 | −50   | 21   |

Abkürzungen: Sp = Spiele, S = Siege, U = Unentschieden, N = Niederlagen 
 Teilnehmer Relegation
Der SC Reichersbeuern verzichtete erneut auf den Aufstieg, nahm aber wieder am Finale um die Regionalliga-Meisterschaft teil. Der Vize-Meister aus Deggendorf musste in die Relegation gegen den Oberliga-Vertreter aus Selb.

### Relegation Oberliga – Regionalliga
| Paarung                    | Gesamt | Hinspiel | Rückspiel |
| -------------------------- | ------ | -------- | --------- |
| VER Selb – Deggendorfer SC | 13-14  | 6:6      | 7:8       |

Der Deggendorfer SC ist somit in die Oberliga Süd aufgestiegen. Selb verbleibt in selbiger Liga, da Reichersbeuren auf den Aufstieg verzichtete.

### Abstiegsrunde
|    | Mannschaft     | Sp | S  | U | N  | Tore    | Diff. | Pkte |
| -- | -------------- | -- | -- | - | -- | ------- | ----- | ---- |
| 1. | TSV Lechbruck  | 24 | 11 | 0 | 13 | 121:127 | −6    | 22   |
| 2. | SV Hohenfurch  | 24 | 9  | 2 | 13 | 102:112 | −10   | 20   |
| 3. | EC Holzkirchen | 24 | 6  | 1 | 17 | 82:176  | −94   | 13   |
| 4. | TSV Schliersee | 24 | 2  | 1 | 21 | 80:182  | −102  | 5    |

Abkürzungen: Sp = Spiele, S = Siege, U = Unentschieden, N = Niederlagen 
 Absteiger in die Bayernliga
Der EC Holzkirchen hatte noch die Chance sich über die Relegation (Hin- und Rückspiel) gegen den 2. der
Eishockey-Bayernliga 1976/77 für die Regionalliga Süd 1977/78 zu qualifizieren.

## Regionalligameisterschaft

### Halbfinale
| Paarung                     | Gesamt | Hinspiel | Rückspiel |
| --------------------------- | ------ | -------- | --------- |
| FASS Berlin – WSV Braunlage | 2-17   | 2:6      | 0:11      |

Im Halbfinale spielten der Sieger der Regionalliga West und der Sieger der Regionalliga Nord.

### Finale
| Paarung                           | Gesamt | Hinspiel | Rückspiel |
| --------------------------------- | ------ | -------- | --------- |
| WSV Braunlage – SC Reichersbeuern | 6-17   | 6:8      | 0:9       |

Für das Finale war der Sieger der Regionalliga Süd gesetzt, der Sieger der Regionalliga West setzte sich im Halbfinale durch. Reichersbeuren konnte seinen Titel erneut verteidigen.